# Conus baeri
Espèce
Statut de conservation UICN

 LC  : Préoccupation mineure
Conus baeri est une espèce de mollusques gastéropodes marins de la famille des Conidae.
Comme toutes les espèces du genre Conus, ces escargots sont prédateurs et venimeux. Ils sont capables de « piquer » les humains et doivent donc être manipulés avec précaution, voire pas du tout.

## Description
La taille de la coquille varie entre 26 mm et 55 mm.

## Distribution
Cette espèce est présente dans l'océan Indien au large du sud du Mozambique.

### Niveau de risque d’extinction de l’espèce
Selon l'analyse de l'UICN réalisée en 2011 pour la définition du niveau de risque d'extinction, cette espèce est une espèce d'eau profonde endémique à la côte du centre du Mozambique au nord du Natal. Elle n'est pas considérée comme menacée car elle vit en eaux profondes. Elle est donc considérée comme étant de préoccupation mineure.

## Taxonomie

### Publication originale
L'espèce Conus baeri a été décrite pour la première fois en 1992 par les malacologistes Dieter Röckel (d) (1922-2015) et Werner Korn dans la publication intitulée « Acta Conchyliorum »,.

### Synonymes
- Asprella baeri (Röckel & Korn, 1992) · non accepté
- Conus (Floraconus) baeri (Röckel & Korn, 1992) · appellation alternative
- Conus (Plicaustraconus) baeri Röckel & Korn, 1992 · non accepté
- Floraconus baeri (Röckel & Korn, 1992) · non accepté
- Plicaustraconus baeri (Röckel & Korn, 1992) · non accepté

### Sous-espèces
- Conus baeri baeri Röckel & Korn, 1992
- Conus baeri desuntnotae (Seccombe & R. Aiken, 2022)

## Identifiants taxonomiques
Chaque taxon catalogué par les bases de données biologiques et taxonomiques possède un identifiant qui permet d'établir un point de référence. Les identifiants de Conus baeri dans les principales bases sont les suivants :
CoL : XWYL - GBIF : 6511082 - iNaturalist : 431855 - IRMNG : 11816321 - TAXREF : 94317 - UICN : 192479 - 